# Turks curlingteam (gemengddubbel)
Het Turks curlingteam vertegenwoordigt Turkije in internationale curlingwedstrijden.

## Geschiedenis
Turkije debuteerde in eigen land op het wereldkampioenschap curling voor gemengddubbele landenteams van 2012 in Erzurum. Het land haalde de play-offs niet. Het beste resultaat op wereldkampioenschappen werd bereikt in 2018. Turkije verloor in de kwartfinale van Canada, verloor de strijd om de vijfde plaats van Hongarije en verloor de wedstrijd om de zevende plaats van Zweden, achtste plaats.
Turkije nam nog niet deel aan het gemengddubbel op de Olympische Winterspelen.

## Turkije op het wereldkampioenschap
| Jaar | Plaats        | Team                                | WG            | W             | V             | PV            | PT            |
| ---- | ------------- | ----------------------------------- | ------------- | ------------- | ------------- | ------------- | ------------- |
| 2008 | Geen deelname | Geen deelname                       | Geen deelname | Geen deelname | Geen deelname | Geen deelname | Geen deelname |
| 2009 | Geen deelname | Geen deelname                       | Geen deelname | Geen deelname | Geen deelname | Geen deelname | Geen deelname |
| 2010 | Geen deelname | Geen deelname                       | Geen deelname | Geen deelname | Geen deelname | Geen deelname | Geen deelname |
| 2011 | Geen deelname | Geen deelname                       | Geen deelname | Geen deelname | Geen deelname | Geen deelname | Geen deelname |
| 2012 | 22            | İlhan Osmanağaoğlu & Elif Kızılkaya | 8             | 2             | 6             | 32            | 62            |
| 2013 | Geen deelname | Geen deelname                       | Geen deelname | Geen deelname | Geen deelname | Geen deelname | Geen deelname |
| 2014 | Geen deelname | Geen deelname                       | Geen deelname | Geen deelname | Geen deelname | Geen deelname | Geen deelname |
| 2015 | 22            | Kadir Çakır & Carole Howald         | 9             | 3             | 6             | 53            | 73            |
| 2016 | 17            | Kadir Çakır & Öznur Polat           | 7             | 4             | 3             | 43            | 46            |
| 2017 | 23            | Alican Karataş & Dilșat Yıldız      | 7             | 2             | 5             | 47            | 58            |
| 2018 | 8             | Uğurcan Karagöz & Dilșat Yıldız     | 11            | 6             | 5             | 83            | 69            |
| 2019 | 17            | Uğurcan Karagöz & Dilșat Yıldız     | 7             | 5             | 2             | 51            | 37            |
| 2021 | Geen deelname | Geen deelname                       | Geen deelname | Geen deelname | Geen deelname | Geen deelname | Geen deelname |
| 2022 | 19            | Muhammed Zeki Uçan & Dilșat Yıldız  | 9             | 1             | 8             | 41            | 80            |
| 2023 | 12            | Bilal Ömer Çakır & Dilșat Yıldız    | 9             | 4             | 5             | 64            | 53            |
| 2024 | 17            | Bilal Ömer Çakır & Dilșat Yıldız    | 10            | 3             | 7             | 51            | 66            |
| 2025 | 18            | Bilal Ömer Çakır & Dilșat Yıldız    | 10            | 1             | 9             | 33            | 86            |

Australië · België · Brazilië · Bulgarije · Canada · China · Chinees Taipei · Denemarken · Duitsland · Engeland · Estland · Filipijnen · Finland · Frankrijk · Griekenland · Groot-Brittannië · Guyana · Hongarije · Hongkong · Ierland · India · Israël · Italië · Jamaica · Japan · Kazachstan · Kirgizië · Koeweit · Kosovo · Kroatië · Letland · Litouwen · Luxemburg · Mexico · Mongolië · Nederland · Nieuw-Zeeland · Nigeria · Noorwegen · Oekraïne · Oostenrijk · Polen · Portugal · Puerto Rico · Qatar · Roemenië · Rusland · Saoedi-Arabië · Schotland · Servië · Slovenië · Slowakije · Spanje · Thailand · Tsjechië · Turkije · Verenigde Staten · Wales · Wit-Rusland · Zuid-Korea · Zweden · Zwitserland